# 데스노트 (2017년 영화)
《데스노트》(영어: Death Note)는 2017년에 개봉된 미국의 초자연 범죄 스릴러 영화이다. 오바 쓰구미와 오바타 다케시가 지은 동명의 만화가 원작이다. 애덤 윙가드가 감독을 맡았고, 제러미 슬레이터가 각본을 썼다.

## 줄거리
미국 시애틀의 한 고등학교에 다니는 남학생 라이트 터너는 학교에서 '데스노트'라는 제목이 쓰인 가죽 노트를 줍는다. 노트에는 이 노트에 이름이 적힌 사람은 죽는다는 규칙이 적혀 있었다. 라이트는 이후 불량학생 케니 도일에게 희롱당하는 치어리더부 여학생 미아 서턴을 구해주려다 얻어맞고 기절한 뒤, 교장에게 끌려간다. 그리고 이제껏 남의 숙제를 해주고 돈을 받았다는 사실이 들통나는 바람에 며칠간 방과후 학습을 하게 된다.
학교에 혼자 남아 자율학습을 하던 라이트에게 사신 류크가 나타난다. 류크는 데스노트의 주인이며, 라이트에게 노트를 써보라고 권유한다. 라이트는 학교 앞에서 여학생을 괴롭히던 케니 도일을 보고, 노트에 케니 도일의 이름과 참수라는 사인을 적는다. 얼마 지나지 않아 케니 도일은 절묘한 사고로 인해 정말로 목이 잘려 죽는다. 그날 밤 라이트는 경찰관인 아버지 제임스 터너와 말다툼한 후, 이번에는 과거 어머니를 살해했으나 풀려난 스코멀이란 범죄자의 이름을 노트에 적는다. 다음날 아버지로부터 스코멀이 사망했다는 소식을 듣게 된다. 학교에서, 라이트는 미아를 만나 데스노트를 보여준다. 미아는 처음에 노트의 힘을 믿지 않았으나, 라이트가 TV로 생중계되던 인질극의 범인을 조종하여 죽게 만드는 것을 보여주자 라이트를 따르게 된다. 두 사람은 곧 사랑에 빠진다. 이후 둘은 데스노트의 힘으로 전 세계의 범죄자들을 조종해서, '키라'라는 이름을 남기고 죽거나 자살하게 만든다.
머지않아 범죄는 급격하게 줄어들고 키라를 추종하는 사람들이 생겨난다. 곧 정체가 알려지지 않은 세계적인 천재 명탐정 L이 키라에게 주목한다. L은 키라의 살해 기록을 종합해 키라가 미국 시애틀에 있으며 경찰 관계자이리라는 추측을 기반으로, 시애틀 경찰, 그 중에서도 키라를 싫어했던 라이트의 아버지 제임스 터너 형사와 접촉하여 특별수사팀을 꾸린다. L의 지시를 받은 FBI 요원들이 라이트를 미행하기 시작한다. 그러자 미아는 그들을 모두 죽이라고 했으나, 범죄자만을 죽이고 싶어 했던 라이트는 그것을 거부한다. 그러나, 요원들이 집단으로 자살하는 사건들이 벌어진다. 라이트는 류크를 의심하고, 제임스 터너는 기자회견을 열어 이름을 밝히고 키라에게 자신을 죽여보라고 도발한다. 미아는 또 다시 제임스를 죽이라고 하지만 라이트는 아버지를 죽일 수는 없다고 거절하고 이 때문에 둘의 사이가 잠시 틀어진다. 한편 L은 키라의 정체가 제임스의 아들 라이트 터너라는 결론을 내린다.
라이트는 L을 죽이기 위해 그의 비서 와타리를 이용할 계획을 세운다. 와타리를 죽이고 싶지 않았던 라이트는 데스노트의 '이틀 안에 노트를 제거하면 적힌 이름은 무효가 된다'는 규칙을 보고, 이틀 동안 와타리를 조종해서 L의 본명을 알아낸 뒤 노트를 태우기로 한다. 와타리에 따르면 L은 '로체스터 워드'라는 탐정 양성소 출신으로, 본명은 그곳에 가야만 알 수 있었다. 와타리가 로체스터 워드가 있는 뉴욕 몬토크로 떠나자, 분노한 L이 제임스의 반발에도 불구하고 라이트 집의 가택수사를 지시한다. 다행히 미아가 데스노트를 빼돌린 덕택에 노트는 발견되지 않는다. 와타리가 로체스터 워드에 도착한 날 라이트네 학교에서는 무도회가 열리고, 라이트는 미아의 도움으로 자신을 뒤쫓는 경찰들을 속이고 와타리와 연락한다. 그러나 와타리는 L의 본명을 알려주기 직전에 그곳을 습격한 경찰들에게 사살되고 만다. 와타리의 죽음 뒤에는 사실 데스노트를 손에 넣고자 했던 미아가 있었다. 미아는 노트에서 와타리의 이름이 적힌 페이지를 찢어낸 뒤 라이트의 이름을 적었고, 자정까지 미아에게 노트를 넘겨군다면 페이지를 태워주겠다고 라이트에게 제안한다.
와타리의 죽음에 적의를 불태운 L이 직접 라이트를 뒤쫓기 시작하고 제임스는 아들을 보호하기 위해 경찰을 대동한다. 라이트는 그들을 전부 따돌리고 시애틀 대관람차로 미아를 부른다. 라이트는 미아를 데리고 관람차에 올라탄다. 관람차가 허공에 섰을 때 미아가 라이트로부터 데스노트를 빼았지만, 곧 라이트의 함정에 걸렸다는 것을 깨닫는다. 라이트는 미아를 만나기 직전 미아가 죽고 자신은 목숨을 건진다는 내용을 데스노트에 써두었던 것이다. 대관람차는 갑자기 무너져 내리고, 미아는 지상으로 떨어져 죽음을 맞이한다. 그리고 라이트는 강물로 떨어져 조종되는 다른 범죄자의 도움으로 살아나고, 라이트의 이름이 적힌 페이지는 불길 위에 떨어진다. L이 타버린 노트 페이지를 발견한다.
라이트는 입원하여 이틀간 혼수 상태로 있는다. 그동안 L은 무고한 사람을 고발했다는 질책을 듣고 시애틀을 떠나게 된다. 그러나 떠나기 직전 무언가를 깨닫고, 죽은 미아의 집을 수색하여 이전 FBI 요원들의 이름이 적힌 데스노트 페이지를 발견한다. L은 충격을 받고 잠시 뒤 누군가의 이름을 적는다. 같은 시각, 아버지에게 모든 것을 밝힌 라이트 앞에 류크가 나타나, '인간은 재미있다'는 말을 하며 조소한다.

## 출연
- 냇 울프 - 라이트 터너 역
- 마거릿 퀄리 - 미아 서턴 역
- 러키스 스탠필드 - L 역
- 폴 나카우치 - 와타리 역
- 셰이 위검 - 제임스 터너 역
- 윌럼 더포 (목소리) / 제이슨 라일스 (모션 캡처) - 류크 역
- 잭 에틀링거 - 케니 도일 역
- 아틴 존 - 앤터니 스코멀 역
- 제시 스트레치 - 제임스 브로디 역
- 보 한 브리지 - 브랜던 역
- 캐머런 포브스 - 펄 FBI 국장 역
- 마시 오카 - 사사키 형사 역